# 이토 다케히코
이토 다케히코(伊東岳彦)는 계열사 모닝 스타 스튜디오(Morning Star Studio)의 만화 성방무협 아웃로스타의 작업으로 가장 잘 알려진 일본의 만화가이다. 또한 우츄 에이유 모노가타리 만화와 성방천사 엔젤링크스 애니메이션 시리즈를 포함하여 성방 세계를 배경으로 한 다른 소설 작품의 주요 창작자이기도 했다.

## 작품

### 애니메이션
- 톱을 노려라!
- 성전사 단바인
- 기동경찰 패트레이버 (영화)
- NG기사 라무네 앤드 40
- 천공의 에스카플로네
- 유희왕 5D's

### 비디오 게임
- 아리시아 드라군

### 책 삽화
- 소드 월드 RPG 리플레이 파트 2